# Lê Ngọc Hiền
Lê Ngọc Hiền (1928-2006) là một tướng lĩnh cấp cao Quân đội nhân dân Việt Nam, quân hàm Thượng tướng, Nguyên Phó Tổng Tham mưu trưởng Quân đội nhân dân Việt Nam. Ông được xem là người chủ trì việc xây dựng kế hoạch tác chiến cuối năm 1974, xác định mục tiêu chiến lược ở Tây Nguyên, dẫn đến cho chiến dịch mùa xuân 1975.

## Quá trình công tác
Ông tên thật là Nguyễn Ngọc Thiện, quê ở xã Đức Thượng, thuộc phủ Hoài Đức, tỉnh Hà Đông (nay thuộc huyện Hoài Đức, Thành phố Hà Nội).
Bắt đầu tham gia cách mạng từ năm 1944 với nhiệm vụ in và phát hành báo Độc Lập tại quê nhà. Tháng 3 năm 1945, ông trở thành Bí thư Thanh niên Cứu quốc thị xã Sơn Tây. Từ tháng 5 năm 1945,  ông học tại Trường quân chính kháng Nhật, là đội viên công tác xây dựng cơ sở giao thông từ chiến khu Việt Bắc về Hòa Bình. Cũng trong thời gian này ông gia nhập Đảng Cộng sản Việt Nam.
Từ tháng 8 năm 1945 đến tháng 7 năm 1947, tham gia bộ đội địa phương hoạt động ở các tỉnh Sơn Tây, Ninh Bình và Nam Định.
Từ tháng 5 năm 1947 đến tháng 2 năm 1955, ông lần lượt giữ các cương vị Tiểu đoàn trưởng, Trung đoàn phó, Trung đoàn trưởng các Trung đoàn 48, Trung đoàn 64 và Trung đoàn 66 thuộc Ðại đoàn 320.
Tháng 11 năm 1953 đến tháng 2 năm 1955 ông là Tham mưu trưởng Đại đoàn 320 (sau là Sư đoàn 320).
Từ tháng 3 năm 1955 đến tháng 7 năm 1970, ông công tác tại Bộ Tổng Tham mưu và giữ chức Cục phó rồi Cục trưởng các Cục Quân huấn và Cục Tác chiến. Năm 1958, ông được phong quân hàm Thượng tá.
Tháng 4 năm 1962, ông sang Liên Xô học tại Học viện Bộ Tổng Tham mưu Voroshilov, được thăng quân hàm Đại tá (1965).
Năm 1967, ông vào miền Nam trực tiếp chiến đấu và là Phó Tư lệnh chiến trường Trị Thiên (mặt trận B5).
Từ tháng 8 năm 1970 đến năm 1973, là phái viên của Bộ Quốc phòng tại Bộ Tư lệnh Quân Giải phóng miền Nam và là Tham mưu phó Bộ Tư lệnh Miền (B2).
Tháng 4 năm 1974, là Phó Tổng Tham mưu trưởng Quân đội nhân dân Việt Nam, ông được thăng quân hàm Thiếu tướng với nhiệm vụ đặc biệt cùng với Cục Tác chiến làm gấp kế hoạch tác chiến chiến lược trong hai năm để giành thắng lợi lớn giải phóng miền Nam.
Năm 1975, ông là quyền Tham mưu trưởng Chiến dịch Hồ Chí Minh. Sau năm 1975, ông tiếp tục giữ chức Phó Tổng Tham mưu trưởng đến khi về hưu, Ủy viên Hội đồng Quân sự Bộ Quốc phòng .
Năm 1980, ông được thăng quân hàm Trung tướng. Năm 1986, thăng quân hàm Thượng tướng.
Năm 1987, ông giữ chức Tư lệnh quân tình nguyện Việt Nam tại Campuchia.
Tháng 10 năm 1995, ông được Đảng và Nhà nước cho nghỉ hưu.

## Hoạt động chính trị
Trong Đảng Cộng sản Việt Nam, ông là Ủy viên dự khuyết Ban Chấp hành Trung ương Ðảng khóa IV (1976); 
Năm 1982 ông là Ủy viên Ban Chấp hành Trung ương Ðảng khóa V.
Năm 1981, ông được bầu làm Đại biểu Quốc hội khoá VII.
Năm 1986 ông là Ủy viên Ban Chấp hành Trung ương Ðảng khóa VI.

## Đời tư
Ông nổi danh vì có thời gian dài hơn 20 năm làm công tác tác chiến, do đó bạn bè vẫn thường gọi ông với biệt danh là Hiền "tác chiến".
Ông là em ruột của bà Nguyễn Thị Mùi (tức Nguyễn Thị Minh Sơn), vợ của Đại tướng Lê Trọng Tấn.
Ông lập gia đình với bà Lương Ngọc Thư vào năm 1954. Ông bà có với nhau 3 người con (một gái, hai trai).
Ngày 18 tháng 4 năm 2006, Thượng tướng Lê Ngọc Hiền mất tại Hà Nội, thọ 78 tuổi. Ông được an táng tại Nghĩa trang Mai Dịch, Hà Nội.

## Khen thưởng
Thượng tướng Lê Ngọc Hiền được Đảng, Nhà nước trao tặng:
- Huân chương Độc lập hạng Nhất.
- 2 Huân chương Quân công hạng Nhất.
- Huân chương Kháng chiến hạng Nhất.
- Huy chương Quân kỳ quyết thắng.
- Huân chương Chiến sĩ vẻ vang hạng Nhất, Nhì, Ba.
- Huy hiệu 60 năm tuổi Đảng và nhiều huân chương cao quý khác.[2]

## Lịch sử thụ phong quân hàm
| Năm thụ phong | 1958      | 1965   | 1974        | 1980        | 1986         |
| ------------- | --------- | ------ | ----------- | ----------- | ------------ |
| Quân hàm      |           |        |             |             |              |
| Cấp bậc       | Thượng tá | Đại tá | Thiếu tướng | Trung tướng | Thượng tướng |